# Filipe Neri Ferrão

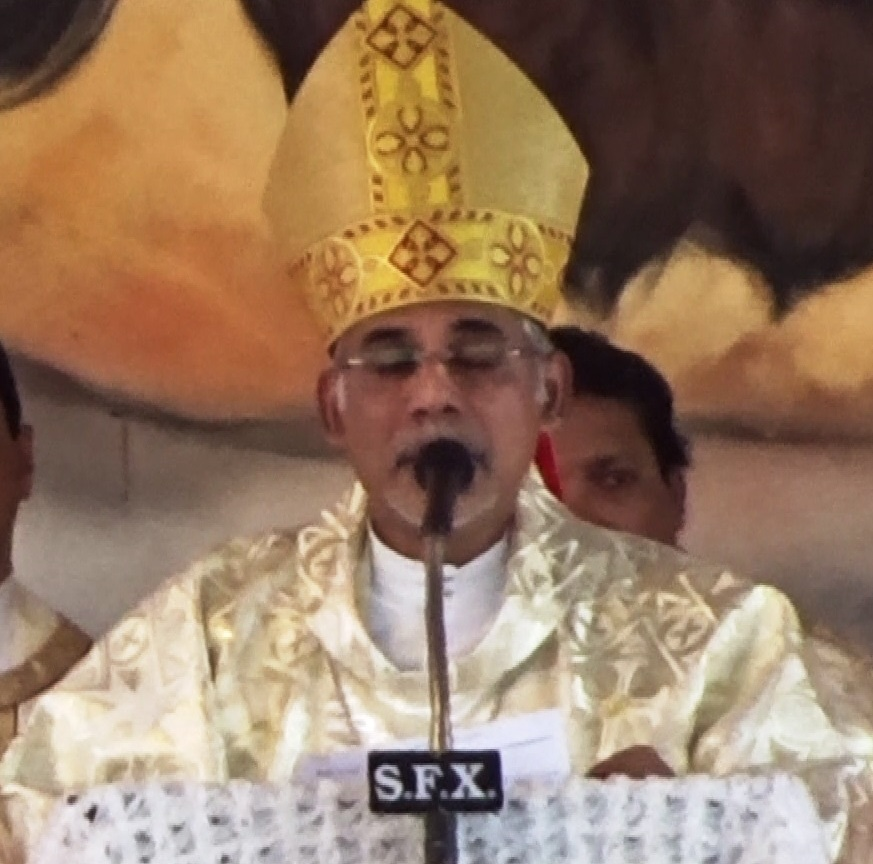
Filipe Neri António Sebastião do Rosário Ferrão (2017)

Filipe Neri António Sebastião do Rosário Ferrão (sinh 1953; viết gọn Filipe Neri Ferrão) là một Thượng phụ người Ấn Độ của Giáo hội Công giáo Rôma. Ông hiện là Thượng phụ Tòa Thượng phụ East India, Tổng giám mục chính tòa Tổng giáo phận Doa and Daman và Phó Chủ tịch II của Hội đồng Các giám mục Công giáo của Ấn Độ [C.B.C.I]. Ông cũng từng là Phó Chủ tịch Hội đồng Giám mục Ấn Độ [C.C.B.I.].

## Tiểu sử
Thượng phụ Filipe Neri Ferrão sinh ngày 20 tháng 1 năm 1953 tại Aldona, Ấn Độ. Sau quá trình tu học dài hạn tại các cơ sở chủng viện theo quy định của Giáo luật Công giáo, ngày 28 tháng 10 năm 1979, Phó tế Ferrão, 26 tuổi tiến đến việc được truyền chức linh mục. Tân linh mục trở thành thành viên linh mục đoàn Tổng giáo phận Goa e Damão.
Ngày 20 tháng 12 năm 1993, ở tuổi 41, Tòa Thánh công bố Giáo hoàng đã quyết định tuyển chọn linh mục Filipe Neri António Sebastião do Rosário Ferrão vào hàng ngũ các giám mục, vụ thể với chức vị Giám mục Phụ tá Tổng giáo phận Goa e Damão, hiệu tòa Vanariona. Vị giám mục tân cử đã được tấn phong sau đó vào ngày 10 tháng 4 năm 1994. Các giáo sĩ tham gia nghi thức truyền chức gồm có vị chủ phong là Raul Nicolau Gonsalves, Tổng giám mục Tổng giáo phận Goa e Damão. Hai vị phụ phong gồm có Giám mục Aleixo das Neves Dias, S.F.X., Giám mục Giáo phận Port Blair và Giám mục Ferdinand Joseph Fonseca, Giám mục Phụ tá Tổng giáo phận Bombay. Tân giám mục chọn cho mình khẩu hiệu:Tim sogllim ek zaum.
Ngày 12 tháng 12 năm 2003, ở tuổi 51, Tòa Thánh bất ngờ loan tin tuyển chọn vị Giám mục Phụ tá của Goa e Damão làm Tổng giám mục Tổng giáo phận Goa e Damão và Thượng phụ Tòa Thượng phụ East India. Ngày 21 tháng 3 năm 2004, Tân Thượng phụ đã cử hành các nghi thức nhậm chức. Ngày 11 tháng 1 năm 2011, các giám mục tại Hội đồng Giám mục Ấn Độ [C.C.B.I.] đã nhất trí bầu chọn Thượng phụ Ferrão làm Phó Chủ tịch Hội đồng này. Ông rời khỏi nhiệm vụ này ngày 6 tháng 2 năm 2017. Song song với các nhiệm vụ khác, từ ngày 12 tháng 12 năm 2014 đến nay, ông là Phó Chủ tịch II Các giám mục Công giáo của Ấn Độ [C.B.C.I].